# كاري بست
كاري بست هي كاتبة سير ذاتية وصحفية كندية، ولدت في 4 مارس 1903 في غلاسكو الجديدة، نوفاسكوشيا في كندا، وتوفيت في 24 يوليو 2001.